# Bandırma
Bandırma (en  griego: Πάνορμος, Panormos) es una ciudad de Turquía en la Región del Mármara, capital del distrito homónimo en la Provincia de Balıkesir, centrado en la parte más interna de la Bahía de Bandırma, al sur del Mar de Mármara. Después de Altıeylül y Karesi, es el tercer distrito más grande de Balıkesir en términos de población.
Bandırma, que se ha desarrollado rápidamente en los últimos años, es también un distrito que posee uno de los puertos más grandes de Turquía. Los ferries desde Estambul al puerto de Bandırma realizan viajes todos los días. Bandırma, que es económicamente fuerte, es una importante ciudad industrial y avícola para Turquía. La ciudad, que alberga eventos culturales y artísticos, atrae a turistas con gran intensidad cada año. A fines de 2021, la población oficial era de 161.894.
Los latinos la fortificaron en 1205 y la utilizaron como base contra los bizantinos con el nombre de Palorme (del griego Panormos). Fue ocupada por los otomanos en el XIV e incluida en el sandjak de Karasi. En 1874 fue casi destruida por un incendio. En 1922 fue bombardeada y destruida y la población griega y armenia que era la mayoría desapareció sustituida por turcos que hoy forman la totalidad de la población.

## Deporte
El equipo de baloncesto Bandırma Basketbol İhtisas Kulübü tiene su sede en Bandırma.